# Тыбъю (река)
Тыбъю — река в России, протекает по Троицко-Печорскому району Республики Коми. Устье реки находится в 44 км от устья реки Ынат по правому берегу. Длина реки составляет 10 км.
Исток реки в болотах в 22 км к северо-западу от посёлка Комсомольск-на-Печоре. Река течёт на юго-запад, русло извилистое. Всё течение проходит по ненаселённому заболоченному таёжному лесу.

## Данные водного реестра
По данным государственного водного реестра России относится к Двинско-Печорскому бассейновому округу, водохозяйственный участок реки — Печора от истока до водомерного поста у посёлка Шердино, речной подбассейн реки — Бассейны притоков Печоры до впадения Усы. Речной бассейн реки — Печора.
Код объекта в государственном водном реестре — 03050100112103000060030.